# Gare d'Igney
Ne doit pas être confondu avec Gare d'Igney - Avricourt.
La gare d'Igney est une gare ferroviaire française de la ligne de Blainville - Damelevières à Lure, située sur le territoire de la commune d'Igney, dans le département des Vosges en région Grand Est.
C'est un point d'arrêt sans personnel de la Société nationale des chemins de fer français (SNCF) desservi par des trains TER Grand Est.

## Situation ferroviaire
Établie à 306 m d'altitude, la gare d'Igney est située au point kilométrique (PK) 40,070 de la ligne de Blainville - Damelevières à Lure, entre les gares de Châtel - Nomexy et de Thaon.

## Fréquentation
De 2015 à 2024, selon les estimations de la SNCF, la fréquentation annuelle de la gare s'élève aux nombres indiqués dans le tableau ci-dessous.
| Année     | 2015   | 2016   | 2017  | 2018  | 2019   | 2020   | 2021   | 2022   | 2023   | 2024   |
| --------- | ------ | ------ | ----- | ----- | ------ | ------ | ------ | ------ | ------ | ------ |
| Voyageurs | 11 153 | 11 250 | 8 477 | 9 033 | 14 274 | 12 451 | 15 286 | 18 840 | 18 946 | 13 450 |

## Service des voyageurs

### Accueil
Halte SNCF, c'est un point d'arrêt non géré (PANG) à accès libre.

### Desserte
Igney est desservie par les trains TER Grand Est qui effectuent des missions entre les gares : de Nancy-Ville et d'Épinal, ou de Remiremont.

### Intermodalité
Le stationnement des véhicules est possible à proximité.